# Don Dokken

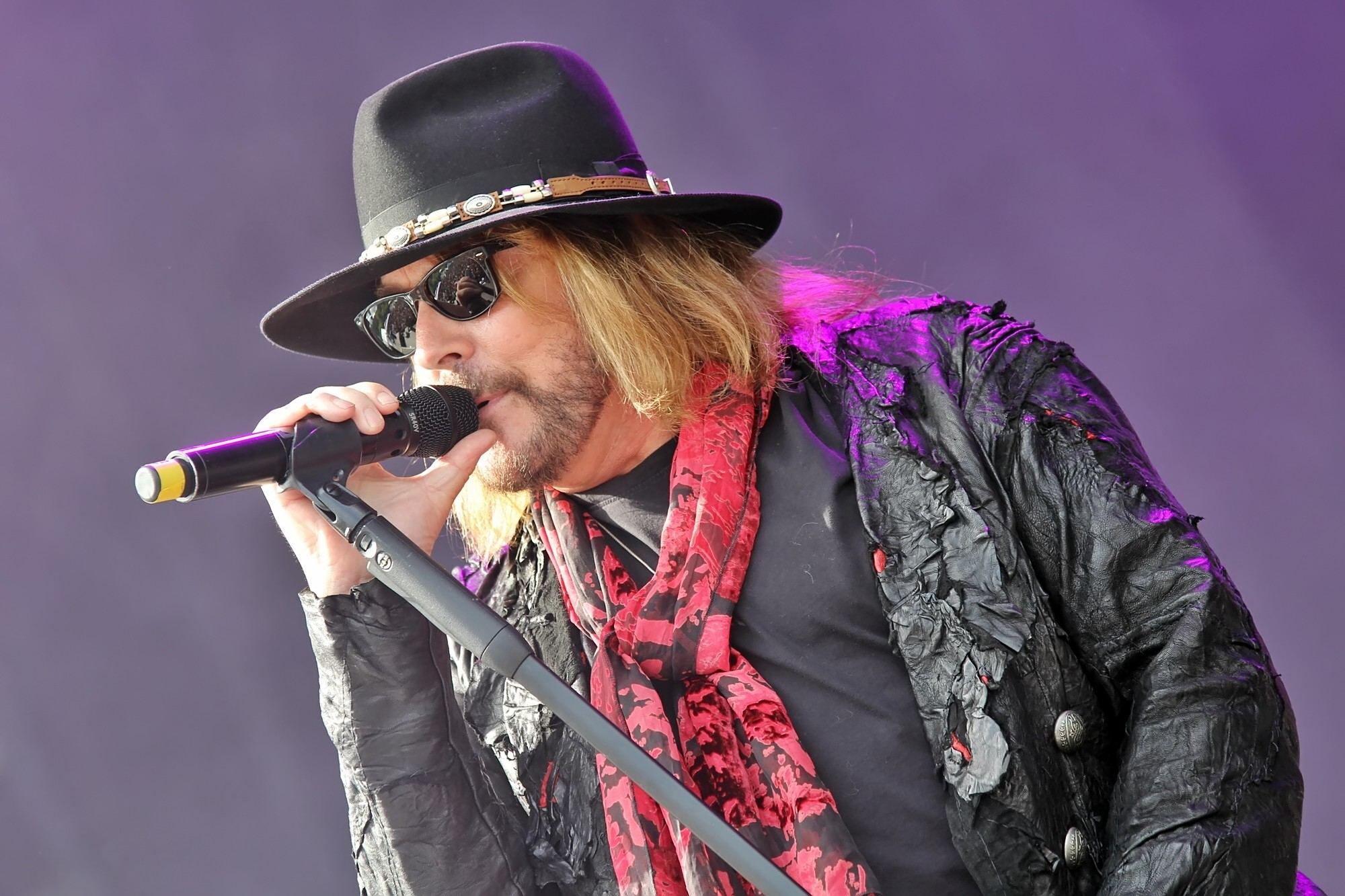
Don Dokken beim BANG YOUR HEAD Festival in Deutschland 2017

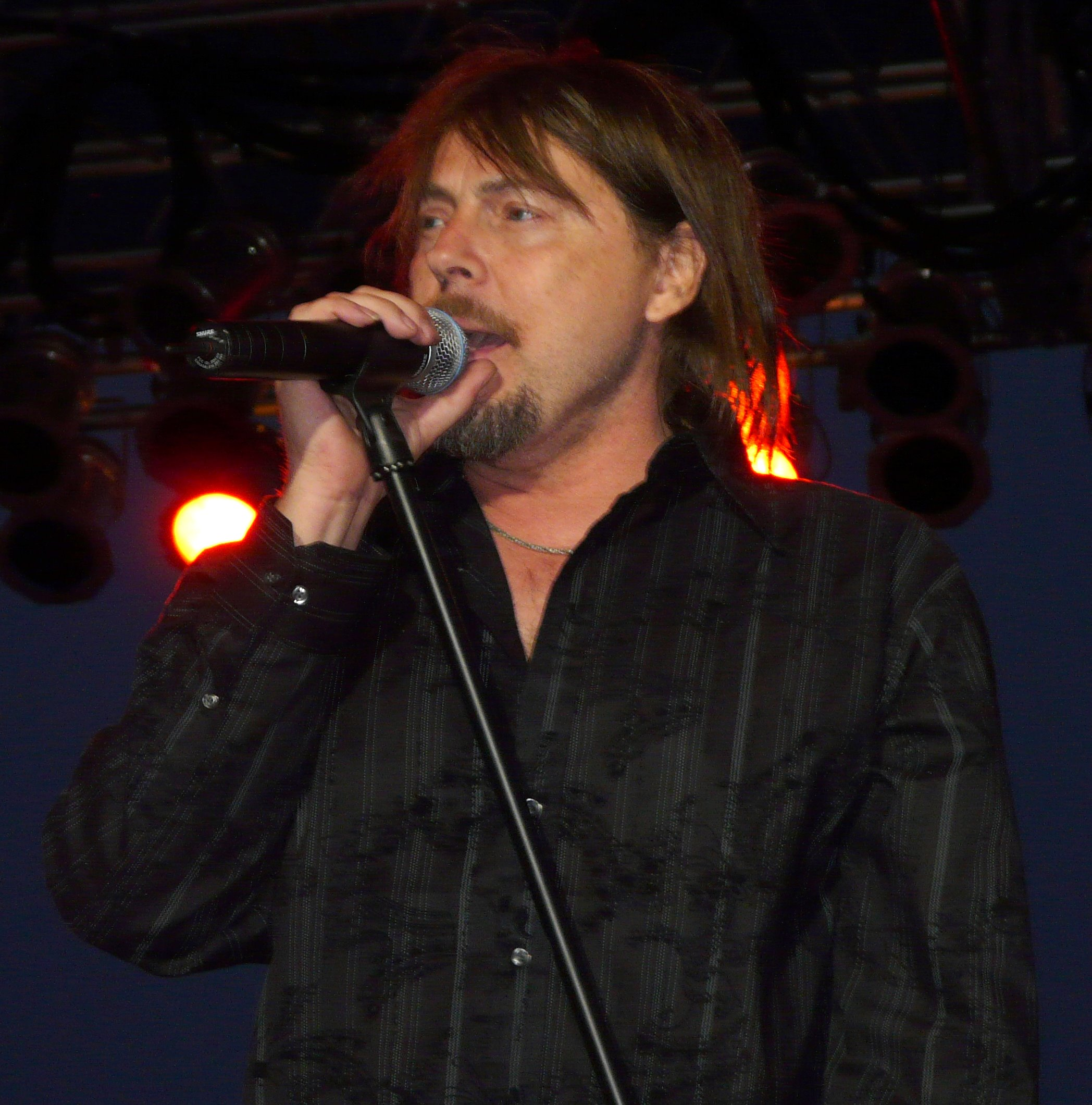
Don Dokken live (2008)

Donald Maynard Dokken (* 29. Juni 1953 in Los Angeles) ist ein US-amerikanischer Sänger, der in den 1980er Jahren mit der nach ihm benannten Glam-Metal-Band Dokken mehrere sehr erfolgreiche Alben veröffentlichte und internationale Bekanntheit erlangte.

## Leben
Der Beginn seiner Karriere ist eng mit Deutschland verknüpft: 1979 kam Don Dokken mit seiner nach ihm benannten Band, der damals außer ihm der Bassist Juan Croucier und Schlagzeuger Greg Pecka angehörten, nach Hamburg, wo die Gruppe mehrere Auftritte in verschiedenen Clubs auf der Reeperbahn absolvierte. Eins der Konzerte fand im Club „Sounds“ statt; es wurde von Michael Wagener, den Dokken hier kennengelernt hatte, mitgeschnitten. In den folgenden drei Tagen nahm Wagener mit der Band Demos im Tennessee-Tonstudio auf, bevor die Band zurück in die Vereinigten Staaten reiste.
1980 kehrte Dokken nach Deutschland zurück, seine Band bestand aus ihm, dem Gitarristen Greg Leon, dem Bassisten Gary Link und dem Schlagzeuger Gary Holland. Bei einem Konzert in Hamburg war auch Dieter Dierks unter den Zuschauern. Der Musikproduzent mochte Dokkens Stimme, und so tauschten die beiden ihre Telefonnummern aus. Bei einem USA-Besuch wenig später nahm Dierks Kontakt zu Dokken auf, um ihn zu bitten, die Scorpions bei der Vorproduktion zu deren Album Blackout zu unterstützen, da deren Sänger Klaus Meine sich einer Stimmbandoperation unterziehen musste. Die so entstandenen Demos mit dem Gesang Dokkens wurden vernichtet; Dokken nahm aber den Backgroundgesang für die Titel Blackout, No One Like You und Dynamite mit der Band auf.
Seine Band erhielt im Gegenzug die Möglichkeit, kostenlos weitere Demos in Dierks’ Studio aufzunehmen, wo zu dieser Zeit auch die Band Accept arbeitete. Deren Managerin Gaby Hauke nahm die Dokken-Bänder mit nach Hamburg und verschaffte der Band so einen Plattenvertrag mit Carrere Records. In neuer Besetzung, nämlich mit Schlagzeuger Mick Brown und Gitarrist George Lynch nahm Dokken für Carrere das Album Breakin’ the Chains auf, das unter dem Namen Don Dokken 1981 in Deutschland veröffentlicht wurde. Obwohl Juan Croucier auf dem Plattencover als Bassist der Gruppe gelistet war, spielte tatsächlich Accept-Bassist Peter Baltes den Bass auf dem Album; Produzent war Michael Wagener.
Erst 1983 erschien das Debütalbum der Band mit der nicht apostrophierten Schreibweise Breaking the Chains in den USA, wo Dokken einen Vertrag mit Elektra Records abschließen konnte.
1984 gelang der Band mit dem Album Tooth and Nail der kommerzielle Durchbruch in den USA; die Gruppe produzierte bis 1987 drei mit Platin ausgezeichnete Studioalben, 1988 folgte das Livealbum Beast from the East; im März 1989 löste Dokken die Band nach internen Querelen auf.
Im Mai 1985 nahm der Sänger an der Aufnahme des Liedes Stars teil, das Ronnie James Dio, Jimmy Bain und Vivian Campbell für das Musikprojekt Hear ’n Aid geschrieben hatten; 1989 produzierte er das selbstbetitelte Debütalbum der US-amerikanischen Hardrock-Band XYZ.
1990 erschien unter dem Namen “Don Dokken” das Album Up from the Ashes, das Dokken mit Peter Baltes, John Norum, Billy White und Mikkey Dee aufgenommen hatte. Seinen Plan, das Album unter dem Bandnamen Dokken zu veröffentlichen, hatten die Mitglieder der vorhergehenden Besetzung mit juristischen Mitteln verhindert. Up from the Ashes erreichte Platz 50 der US-Album-Charts. Bereits 1994 arbeitete die klassische Besetzung der Band wieder an neuem Material, doch 1998 stieg Lynch erneut aus. Seitdem fand in der Band ein stetiger Besetzungswechsel statt; einzig Schlagzeuger Mick Brown und Don Dokken bilden die Stammbesetzung.
Im Frühjahr 2000 war Dokken Gast beim Pariser Konzert der deutschen Progressive-Metal-Band Vanden Plas. Er sang mit der Band den Titel Kiss of Death, der im Original auf dem Dokken-Album Back for the Attack enthalten ist. Das Konzert im Élysée Montmartre wurde aufgezeichnet und unter dem Titel Spirit of Live am 8. September 2000 veröffentlicht.
2008 nahm der Sänger ein weiteres Soloalbum mit dem Titel Solitary auf, das ausschließlich auf Konzerten verkauft wurde. Im Herbst 2010 musste er sich einer Stimmbandoperation unterziehen; das erste Konzert nach dieser Operation fand am 4. Februar 2011 in Anchorage (Alaska) statt.
Seit einer Wirbelsäulenoperation im Jahre 2019 kann er eine Hand nicht mehr bewegen, so dass er keine Gitarre mehr spielen kann.

## Diskografie

### Als Produzent
- 1989: XYZ: XYZ

### Mit Dokken
- 1979: Back in the Streets
- 1981: Breakin’ the Chains
- 1983: Breaking the Chains (Neuauflage)
- 1984: Tooth and Nail
- 1985: Under Lock and Key
- 1987: Back for the Attack
- 1988: Beast from the East (Live)
- 1994: Dokken (Japan CD)
- 1995: Dysfunctional
- 1997: Shadowlife
- 1999: Erase the Slate
- 2002: Long Way Home
- 2004: Hell to Pay
- 2008: Lightning Strikes Again
- 2012: Broken Bones

### Soloalben
- 1990: Up from the Ashes
- 2008: Solitary (Selbstvertrieb)

### Mit anderen Künstlern
- 1981: Blackout (Scorpions-Album); Demos und Backing Vocal
- 1985: Stars
- 2000: Spirit Of Live (Gastauftritt bei Vanden Plas)
- 2013: Michael Schenker´s Temple Of Rock. Auf der Deluxe Edition vom Album Bridge The Gap singt Don Dokken das Bonus-Akustik-Lied Faith. (Komposition: Michael Schenker, Text: Don Dokken)